# سفارة النرويج في تركيا
سفارة النرويج في تركيا هي أرفع تمثيل دبلوماسي لدولة النرويج لدى تركيا. تقع السفارة في أنقرة وهي تهدف لتعزيز المصالح النرويجية في تركيا.

## وصلات خارجية
- قائمة سفارات النرويج
- قائمة السفارات في تركيا